# Albert Netter
Pour les articles homonymes, voir Netter.
Albert Netter, né le 8 juin 1910 à Paris et mort dans la même ville le 26 juin 2012 à l'âge de 102 ans, est un médecin français, spécialiste de gynécologie et d'endocrinologie. Il est aussi président fondateur de la Société européenne de gynécologie. Il a créé en 1972 la première banque du sperme en France.

## Biographie

### Études
Albert Netter effectua sa scolarité au lycée Montaigne puis au lycée Louis-le-Grand avant de commencer ses études de médecine. Sa carrière débuta comme externe des Hôpitaux de Paris en 1928 puis comme interne à partir de 1930 où il fut, à seulement vingt ans, le plus jeune interne de France (Netter 1982). Il obtint la médaille d'or de l'internat en 1936 et devint docteur en médecine de la Faculté de médecine de Paris la même année. À la suite de cela il séjourna un an à l'université Columbia à New York, et devint chef de clinique à la Faculté de médecine de Paris après son retour en 1937.

### Seconde Guerre mondiale
Il fut engagé dans l'armée par devancement d'appel en 1930-1931 et servit de nouveau de septembre 1939 à septembre 1940, puis d'août 1944 à mai 1945. C'est donc logiquement, début septembre 1939 aux premiers coups de canon de la Seconde Guerre mondiale, qu'Alice Lambert et Albert Netter se marièrent.

### Carrière
De novembre 1945 à novembre 1946 il fut conseiller médical de la Mission française de la Santé publique aux États-Unis destinée à informer le ministre de la Santé des progrès médicaux réalisés aux États-Unis durant la période 1940-1945. En 1955 il effectua une mission à Montréal où il remplaça le professeur Roméo Boucher à l'Hôpital Saint-Luc.
Médecin des Hôpitaux de Paris en 1947, il enseigna comme professeur au Collège de médecine des Hôpitaux de Paris à partir de 1954 et fut nommé professeur à la Faculté de médecine de Paris (à titre rétroactif) en 1964. Il fut ensuite chef de service à l'Hôpital Lariboisière, puis à l'Hôtel-Dieu, à l'Hôpital Necker où il enseigna la gynécologie et l'endocrinologie et consulta aussi à l'Hôpital Saint-Louis.

## Première banque de sperme
C'est en 1972 qu'il créé avec Michel Jondet la banque de sperme de l'Hôpital Necker, la première en France (Jondet & Netter 1973) Le Pr Georges David créera de son côté une banque du sperme à l'hôpital Bicêtre, situé au sud de Paris. Ces structures mèneront à la création du Centre d'étude et de conservation des œufs et du sperme humains (CECOS) à l'Hôtel-Dieu en 1978. C'est aussi en 1974, avec Jacqueline Kahn-Nathan, qu'il organise le premier congrès mondial de sexologie médicale (Giami & de Colomy 2001). À l'époque où il travaillait à l'Hôpital Lariboisière, Albert Netter créa en 1971 les Journées Albert Netter de gynécologie (Madelenat 2007/Serfaty & Homasson) qui menèrent, en 1992, à fonder la Société Européenne de Gynécologie qui créa en 2005 le Prix Albert et Alice Netter destiné à récompenser les travaux de jeunes chercheurs en gynécologie (SEG).

## Travaux
Ils portèrent principalement sur les aménorrhées et leur traitement, l'hyperandrogénie et les métrorragies, le cancer du col utérin, les malformations utérines, la mammographie, l'œstrogénothérapie, la ménopause, la contraception, le traitement de la stérilité. 
Les premiers travaux d'Albert Netter, effectués sur deux années à l'Institut Pasteur et publiés à partir de 1933, ont tout d'abord porté sur les protéines plasmatiques en rapport avec les états cholériformes du nourrisson (Cathala & Netter 1933). 
C'est vers 1940-1941 qu'il s'intéresse aux pathologies de l'appareil reproducteur féminin (Netter 1940) en classifiant les types d'aménorrhées dont il propose des traitements à partir de 1944 (Netter 1944).
Son attention s'est aussi portée sur les pathologies thyroïdiennes, en endocrinologie donc, en collaboration avec Étienne May (May & Netter 1943). Ils ont ainsi pu décrire en 1945 les kystes de la thyroïde, améliorer la détection de cancers thyroïdiens par ponction et soigner certaines thyroïdites par traitements corticoïdes (May & Netter 1945). Ces travaux feront l'objet de la thèse d'Alice Lambert-Netter (1951).
À partir de 1951 il s'intéresse au métrorragies (Netter et al. 1951) et, en collaboration avec René Musset en 1953-1954, il étudie les accolements utérins consécutifs au curetage ainsi que les symphyses endo-utérines tuberculeuses (Netter et al. 1954) (on parlera plus tard de syndrome de Musset-Netter (Blanc & Potier 2000)). Ils publieront aussi sur le dépistage du cancer du col de l'utérus. Cette collaboration se poursuivra sur plusieurs décennies avec par exemple une étude des malformations utérines en 1967.
C'est vers 1955 que le travail d'Albert Netter se focalise sur les troubles utéro-ovariens qui mèneront à la description en 1957 des aménorrhées ovarioplégiques (connues plus tard en anglais sous le nom de "gonadotropin resistant ovaries syndrome"). Il détaille ainsi les malformations ovariennes et leur influence sur les ménopauses précoces et l'hyperandrogénie dans de nombreuses publications des années 1960. Il propose aussi un traitement par la bromocriptine pour guérir certains types de stérilité. Cette époque sera aussi celle de l'utilisation de la mammographie pour dépister le cancer du sein, moyen qu'il utilisera, avec son élève André Gorins, pour éclaircir les raisons du taux élevé de sulfate de déhydroépiandrostérone (DHAS) dans les kystes mammaires.
Ces travaux menèrent dès 1965 aux études, avec Yvette Salomon, des traitements par gonadotrophines extraites de l'urine des femmes ménopausées (human menopausal gonadotropin - hMG) (Netter & Salomon 1963, Netter et al. 1970). Ils proposèrent un traitement ajusté grâce à l'examen de la glaire cervicale et au dosage des œstrogènes, ainsi que des tests aux hMG et à l'oestradiol pour déterminer l'origine des aménorrhées. L'étude sur le mode d'action des gonadotrophines sera poursuivie par le travail de thèse d'Agostinho de Almeida Santos et Claude Hermier à partir de 1972 (Hermier et al. 1972). 
Albert Netter participa et encadra divers travaux dans le domaine de la fertilité. Par exemple il nota que le placement d'une capsule emplie de sperme sur le col utérin améliorait considérablement les chances de fécondation, et ce malgré un exudat vaginal spermiotoxique. 
Il fut aussi membre d'une large collaboration dans l'étude des fausses couches.
Il s'attaqua également vers 1963 au problème de l'infécondité masculine. Il étudia en particulier l'influence des anomalies de caryotype sur la stérilité de l'homme et d'éventuelles fausses couches de sa femme. En 1973 il montre avec Didier Millet un parallèle entre les concentrations plasmatiques de FSH, LH et testostérone et l'aspect histologique des testicules, évitant ainsi de pratiquer des biopsies testiculaires chez 80 % des hommes inféconds. Vers 1975, son équipe est la première à guérir l'azoospermie due à l'hypergonadisme hypogonadotrope en stimulant la spermatogenèse grâce aux gonadotropines LCG/LMG. Enfin, en 1978 il souligne le lien entre le zinc, la testostérone et la production de sperme. 
En plus d'être impliqué lors de l'arrivée de la pilule en France il fut un partisan de la libéralisation de l'interruption volontaire de grossesse et, de façon générale, du droit des femmes à décider de leur fertilité (Madelenat 2007/Belaisch). 
À partir de 1979 Albert Netter publie des ouvrages destinés au grand public sur les thèmes de la gynécologie, la ménopause, la contraception, la reproduction, et l'hermaphrodisme (voir Bibliographie).

## Sociétés et associations
Créateur de la gynécologie médicale qu'il a enseignée à partir de 1948, fondateur de l'Association française pour l'étude de la ménopause (1979), il est président fondateur de la Société européenne de gynécologie (1992). Il est aussi président d'honneur de la Société d'endocrinologie, de la Société de cytologie clinique, de la Société française de gynécologie et de la Société française pour l'étude de la fertilité. Il fut également président de la section parisienne de la Fédération des sociétés de gynécologie et d'obstétrique de France, président d'honneur de la Société d'étude de la stérilité, membre de la Commission d'endocrinologie de l'INSERM et conseiller scientifique de la Fondation de recherche en hormonologie.

## Distinctions
- Officier de la Légion d'honneur
- Docteur honoris causa de l'université de Coimbra (Portugal) en 1983
- Grand officier du Nichan Iftikhar
- Grand officier de l'ordre du Ouissam alaouite
- Médaille d'honneur des épidémies
- Officier de la Santé publique

## Principales collaborations
- Alice Lambert-Netter, son épouse depuis septembre 1939, sa principale collaboratrice et coauteure pour de très nombreux articles, décorée Chevalier de la Légion d'Honneur des mains de Jean Hamburger.
- Agostinho de Almeida Santos à partir de 1972 dans le domaine des traitements par gonadotropines (Hermier et al. 1972)
- Étienne-Émile Baulieu sur les états de rétention hydrique (Baulieu et al. 1967)
- Jean Bernard, dans le domaine de la radiographie mammaire (Bernard et al. 1958)
- André Gorins sur le traitement de la stérilité (Netter et al. 1955) et le cancer du sein (Netter & Gorins 1961).
- R. Henry et M. Thévenet sur l'influence des sécrétions androgéniques ovariennes sur les aménorrhées (Netter et al. 1955)
- Claude Hermier sur le rôle de l'AMP cyclique dans l'action de la gonadotrophine (Hermier et al. 1972)
- Michel Jondet pour la création de la première banque du sperme en France (Jondet & Netter 1973)
- Jacqueline Kahn-Nathan pour l'organisation du premier congrès mondial de sexologie médicale en 1974 (Giami & Colomby 2001)
- Pierre Lumbroso sur l'utilisation des progestatifs de synthèse (Netter et al. 1964)
- Pierre Mauvais-Jarvis sur le syndrome de Stein-Leventhal (Netter et al. 1960)
- Étienne May sur les pathologies thyroïdiennes (May & Netter 1943)
- Didier Millet en endocrinologie féminine et masculine (Netter et al. 1967, Netter et al. 1970).
- René Musset à partir de 1948, en particulier sur le diagnostic des grossesses tubaires (Netter et al. 1954).
- Clara Pelissier-Langbort sur la suppression de l'ovulation par le mestranol (Netter & Pelissier 1966) et de nombreux thèmes ainsi que pour la fondation de la Société Européenne de Gynécologie.
- Albert Renaudie à partir de 1956 sur le cancer du col utérin (Netter et al. 1956)
- Marie-Françoise Reznikoff-Étiévant dans le domaine du traitement immunologique des fausses couches spontanées à répétition (Reznikoff-Étiévant et al. 1985)
- Henri Rozenbaum sur de nombreux sujets (Netter & Rozenbaum 1968)
- Yvette Salomon à partir de 1954 pour un grand nombre de travaux dont le traitement par gonadotropines (Netter & Salomon 1963).
- David Serfaty sur la guérison de stérilités endocriniennes (Netter et al. 1971) et sur les follicules ovariens à la ménopause (Netter et al. 1986)
- Charles Thibault sur la physiologie de la reproduction (Netter & Thibault 1971)
- Halina Yaneva sur la ménopause et le dépistage du cancer du col utérin (Netter et al. 1956)

## Présence dans les médias, les lettres et les arts
- Albert Netter fut plusieurs fois l'invité d'émissions et journaux télévisés (26-11-1965 sur la pilule ina.fr, 25-04-1967 "Tel quel" sur l'avortement, 15-05-1977 sur la contraception...).
- Un extrait d'un article du quotidien Le Monde est repris dans le roman Pointe Rouge, de Maurice Attia (2007), p. 245, où Albert Netter s'oppose à un paragraphe de la loi Neuwirth sur la régulation des naissances qui exige un consentement écrit des parents pour permettre l'accès à la pilule aux mineures de moins de 21 ans: "Nous ne voyons dans cette interdiction faite aux mineures ni un progrès moral, ni un bienfait pour l'avenir de la natalité, bien au contraire..."
- Son nom est aussi cité dans l'album Les Frustrés 3 (1978) de Claire Bretécher où mention est faite d'une baisse de la fertilité masculine.

## Liens
- La pilule, Panorama - 26/11/1965 - 8 min 36 s ina.fr
- Éditions ESKA eska.fr
- SEG "Société Européenne de Gynécologie"
- "Prix A et A Netter, Société Européenne de Gynécologie"